# João Pacheco de Oliveira (político)
João Pacheco de Oliveira (Cachoeira, Bahia, 13 de julho de 1880 – Rio de Janeiro, 24 de setembro de 1951) foi um político brasileiro.
Filho de João Pacheco de Oliveira e de Joana Carolina Vieira de Oliveira. Casou com Maria Hermínia Teles de Oliveira, tendo o casal um filho. Seu irmão Vicente Pacheco de Oliveira foi deputado estadual entre 1935 e 1937. Foi senador pela Bahia, de maio de 1935 a 10 de novembro de 1937.